# Grzegorz Korczyński
Grzegorz Jan Korczyński, właśc. Stefan Jan Kilanowicz, ps. „Grzegorz”, „Korczyński” (ur. 17 czerwca 1915 w Brzezinach, zm. 22 października 1971 w Algierze) – polski działacz komunistyczny, generał broni Wojska Polskiego, pomocnik Ministra Bezpieczeństwa Publicznego ds. operacyjnych (1946–1948), szef Zarządu II Sztabu Generalnego WP (wywiadu wojskowego) (1956–1965), wiceminister obrony narodowej (1965–1971), członek Komitetu Centralnego PZPR (1959–1971), poseł na Sejm PRL III, IV i V kadencji.

## Życiorys
Syn Szczepana i Antoniny. Jego brat, Jerzy Kilanowicz, również był działaczem komunistycznym, oficerem GL-AL i funkcjonariuszem UB. Uczęszczał do I Gimnazjum Miejskiego im. Józefa Sowińskiego w Warszawie. Po śmierci ojca w 1932 przerwał naukę w VII klasie gimnazjum. Pracował jako pracownik fizyczny, goniec, korepetytor i urzędnik. Należał do Organizacji Młodzieży Socjalistycznej „Życie”. Z ostatniej pracy – w szpitalu przy ul. Karowej w Warszawie – został zwolniony po konflikcie z przełożonymi. Na początku 1937 roku wyjechał do Hiszpanii, gdzie brał udział w wojnie domowej, walcząc do 1939 po stronie republikańskiej w XIII Brygadzie im. Jarosława Dąbrowskiego wchodzącej w skład Brygad Międzynarodowych.
W 1940 kierował Centralną Techniką Partyjną, a potem Pomocą Ludową, w polskiej sekcji Francuskiej Partii Komunistycznej. Redagował też jej organ „Solidarność”. W 1942 kierował dywersją i sabotażem w okręgu paryskim.
W sierpniu 1942 przerzucony z Francji do Polski wraz z grupą Dąbrowszczaków przez dowódcę Gwardii Ludowej Bolesława Mołojca. Od 1942 członek Polskiej Partii Robotniczej i Gwardii Ludowej. Skierowany przez Dowództwo Główne Gwardii Ludowej na Lubelszczyznę celem utworzenia oddziałów partyzanckich. Dowódca oddziału GL im. Tadeusza Kościuszki działającego na południowej Lubelszczyźnie. Władysław Gomułka w swoich pamiętnikach stwierdzał, że „zdobył sobie sławę najlepszego dowódcy wśród dowódców oddziałów partyzanckich w całym kraju”.
14 września 1942 jego oddział zniszczył urządzenia kolejowe w Szastarce, rozbroił policjanta i skonfiskował z kasy pieniądze. Następnego dnia zniszczył urządzenia na stacji w Rzeczycy, a następnie podpalił pociąg wojskowy jadący na wschód (spłonął wówczas transport z silnikami lotniczymi) i rozbił niemiecki samochód na drodze Rzeczyca-Potok, zdobywając broń i amunicję. 24 września stoczył pod Szwedami zwycięską walkę z kompanią niemieckiej żandarmerii (zginęło 10 żandarmów, a 7 zostało rannych; gwardziści stracili 1 zabitego i 1 rannego). 9 października 1942 zniszczył w Trzydniku urząd gminny, pocztę i mleczarnię, uwolnił z aresztu jedną osobę i skonfiskował pieniądze i maszynę do pisania, a następnie, w nocy z 9 na 10 października zaatakował więzienie w Kraśniku i uwolnił kilkudziesięciu więźniów, w tym blisko związanego z oddziałem aktywistę PPR Edwarda Marszałka. 14 października stoczył potyczkę z Niemcami pod Łysakowem. 7 listopada jego oddział rozbił obóz koncentracyjny pod Janiszowem, uwalniając 500 więźniów żydowskich i zabijając komendanta obozu Petera Ignora. 
Według prawicowych historyków, którzy powołują się na materiały ze śledztwa stalinowskiego ws. Korczyńskiego, między listopadem 1942 a lutym 1943 we wsi Ludmiłówka i jej okolicach w powiecie kraśnickim dowódca i podlegli mu partyzanci rzekomo zamordowali około 100 Żydów (głównie kobiet i dzieci). Według Piotra Gontarczyka, zbrodnia miała charakter rabunkowy. Na początku lat 50. stalinowcy z powodu domniemanego mordu aresztowali Korczyńskiego i jego kompanów. Mordom na tle rasistowskim dokonanym przez Korczyńskiego zaprzecza Ryszard Nazarewicz. Jego zdaniem do jego oskarżenia posłużyły sfabrykowane, głównie przez Józefa Światłę, w latach 1949–1955 materiały w X Departamencie Ministerstwa Bezpieczeństwa Publicznego przygotowywane do procesu Władysława Gomułki i innych działaczy. Twierdzi on, że zabójstwa Żydów dotyczyły likwidacji składającej się z Polaków i Żydów grupy określanej jako „banda Grochalskiego”, która u schyłku 1942 roku zamordowała kilku członków sztabu zgrupowania GL im. T. Kościuszki w Kraśnickiem i zrabowała m.in. kasę zgrupowania. Sam Grzegorz Korczyński miał wyciągnąć z getta rodziców swojej żony i przechowywać ich podczas okupacji u własnej rodziny, a podczas wojny mieć w swoim otoczeniu kilkudziesięciu Żydów-partyzantów. Nazarewicz stwierdził też, że informacje dotyczące pogromów Korczyńskiego są „pomówieniami”, które mają skompromitować GL, a wykorzystywane przez prawicowych historyków materiały ze śledztwa zostały spreparowane przez MBP. Ten sam historyk podał, że według informacji zebranych po destalinizacji przez rządzącą partię, Prokuraturę Generalną i Sąd Wojewódzki w Warszawie, Korczyńskiemu zarzucono popełnienie nieistniejących zbrodni lub tych popełnionych przez Narodowe Siły Zbrojne i innych sprawców. Ponadto do akt sprawy Korczyńskiego nie włączono dokumentów świadczących na korzyść dowódcy. Chodziło m.in. o zeznania żydowskich partyzantów, którzy podlegali Korczyńskiemu do końca wojny (w tym 35 z okolic Ludmiłówki). Sam Korczyński został później oczyszczony z zarzutów pogromu

. 
W połowie lutego 1943 oddział Korczyńskiego, przekształcony przez dowództwo Gwardii Ludowej w Grupę Operacyjną im. Tadeusza Kościuszki, wyruszył na Zamojszczyznę, celem podjęcia działań w celu walki z niemieckimi oddziałami pacyfikacyjnymi. Oddział liczył ok. 300 osób. 27 lipca 1943 pod Modliborzycami partyzanci z Grupy Operacyjnej GL „Grzegorza” wciągnęli w zasadzkę kilka niemieckich samochodów osobowych, zabijając kilkunastu Niemców wracających z Lublina z narady prowadzonej przez Hansa Franka, w tym kreishauptmanna Karla Adama i innymi urzędnikami hitlerowskimi z Biłgoraja; samochody spalono. W sierpniu 1943 oddziały pod dowództwem Korczyńskiego wraz z oddziałami radzieckimi zmuszone były, na skutek hitlerowskich działań antypartyzanckich o kryptonimie „Wehrwolf”, opuścić swoje dotychczasowe bazy i przebijać się z Puszczy Solskiej w kierunku Karpat. Po sforsowaniu Sanu doszło do dużej bitwy w rejonie wsi Kończyce i Nowosielec. Dalszy marsz był niemożliwy, gdyż tereny były opanowane przez oddziały ukraińskich nacjonalistów. Grzegorz Korczyński wraz z żołnierzami ponownie forsował San, by udać się w lasy lipskie. We wrześniu 1943 udał się do Warszawy, gdzie został mianowany podpułkownikiem i objął funkcję szefa wydziału operacyjnego Sztabu Głównego Gwardii Ludowej. Od czerwca 1944 był dowódcą obwodu lubelskiego Armii Ludowej. W 1945 dokonywał pacyfikacji wiosek na terenie Lubelszczyzny, uznanych za współpracujące z antykomunistyczną partyzantką.
Od 15 marca 1946 do 5 września 1948 pełnił funkcję podsekretarza stanu i pomocnika ministra w Ministerstwie Bezpieczeństwa Publicznego do spraw operacyjnych (miał nadzór nad pracą Departamentu I, Wydziału I Samodzielnego, Zarządu Informacji, Korpusu Bezpieczeństwa Wewnętrznego oraz Głównego Urzędu Cenzury). W 1947 był zastępcą do spraw bezpieczeństwa dowódcy Grupy Operacyjnej „Wisła” podczas Akcji „Wisła”. W sierpniu 1948 za „chwiejność ideologiczną i pojednawczość wobec odchylenia prawicowo-nacjonalistycznego” zdegradowany z członka Komitetu Centralnego PPR na zastępcę członka.
Aresztowany 21 maja 1950 przez grupę operacyjną Biura Specjalnego MBP i po 4 latach śledztwa oskarżony i skazany w dniu 22 maja 1954 na dożywocie m.in. za mordy na ludności polskiej i żydowskiej. MBP zamierzało także wykorzystać materiał dowodowy, aby skłonić Korczyńskiego do zeznań przeciwko Władysławowi Gomułce. Więziony w latach 1950–1956. 24 grudnia 1954 Sąd Najwyższy zmienił wyrok na 15 lat więzienia. Na wolność wyszedł na fali politycznej „odwilży” w kwietniu 1956. W lipcu tegoż roku ówczesny I sekretarz KC PZPR Edward Ochab poinformował plenum KC o przywróceniu mu legitymacji partyjnej. Na wniosek Prokuratury Generalnej Sąd Najwyższy postanowieniem z 10 listopada 1956 wznowił postępowanie oraz uchylił wyrok skazujący, uzasadniając uchylenie tym, że śledztwo prowadzone było przez organa MBP w sposób tendencyjny, a aresztowanie pod zarzutem szpiegostwa było spowodowane „chęcią wymuszenia od niego zeznań obciążających Władysława Gomułkę”. Podczas śledztwa stosowano wobec Korczyńskiego przymus fizyczny i psychiczny. Postanowieniem Prokuratora Generalnego z dnia 12 stycznia 1957 śledztwo przeciwko niemu umorzono. Korczyński został sądownie zrehabilitowany.
Od końca grudnia 1956 do lipca 1965 szef Zarządu II Wywiadowczego Sztabu Generalnego Wojska Polskiego – wywiadu wojskowego. Wiceminister obrony narodowej w latach 1965–1971. Od 1965 główny inspektor obrony terytorialnej, od 1968 w stopniu generała broni.
Był jedną z niewielu osób, które publicznie, w obecności Władysława Gomułki, pozwalały sobie na polemikę i krytykę jego posunięć. Tłumaczono to ich szczególną zażyłością związaną z postawą Korczyńskiego, który mimo represji w czasach stalinowskich nie wystąpił przeciwko „Wiesławowi”.
W wydarzeniach marcowych w 1968 należał do wewnątrzpartyjnego stronnictwa „partyzantów” Mieczysława Moczara. W grudniu 1970 dowodził oddziałami Wojska Polskiego pacyfikującymi demonstracje robotnicze na Wybrzeżu, był jednym z głównych odpowiedzialnych za masakry robotników w czasie tamtych wydarzeń i został za to usunięty z zajmowanych stanowisk, a następnie wysłany jako ambasador PRL w Algierii. Zmarł tam 22 października 1971, według oficjalnej wersji z powodu zakażenia amebą.
Działacz PPR i Polskiej Zjednoczonej Partii Robotniczej. W latach 1959–1971 członek Komitetu Centralnego PZPR. W latach 1961–1971 poseł na Sejm PRL III, IV i V kadencji z okręgu Radzyń Podlaski. Od 1969 członek Prezydium Zarządu Głównego ZBoWiD. 
Został pochowany w Alei Zasłużonych na cmentarzu Wojskowym na Powązkach (kwatera B2-tuje-12). W pogrzebie uczestniczyli m.in. członkowie Biura Politycznego KC PZPR i sekretariatu KC PZPR: Stefan Jędrychowski, Mieczysław Moczar, minister obrony narodowej gen. broni Wojciech Jaruzelski, Stanisław Kania, Franciszek Szlachcic, a także były I sekretarz KC PZPR Władysław Gomułka (jako osoba prywatna). W imieniu kierownictwa PZPR gen. Korczyńskiego pożegnał Mieczysław Moczar, w imieniu kierownictwa MON wiceminister obrony narodowej gen. dyw. Józef Urbanowicz, w imieniu kierownictwa MSZ wiceminister spraw zagranicznych Stanisław Trepczyński, a w imieniu środowiska żołnierzy Armii Ludowej płk w st. spocz. Paweł Dąbek.

### Przebieg służby od 1944
- 26 lipca 1944 – komendant wojewódzki Milicji Obywatelskiej w Lublinie.
- 1 października 1944 – komendant wojewódzki Milicji Obywatelskiej w Warszawie.
- 4 kwietnia 1945 – szef Wojewódzkiego Urzędu Bezpieczeństwa Publicznego w Gdańsku.
- 8 czerwca 1945 – oddelegowany do pracy w Rządowej Komisji Walki z Bandytyzmem.
- 15 marca 1946 – pomocnik ministra bezpieczeństwa publicznego ds. operacyjnych.
- 6 września 1948 – odwołany z Ministerstwa Bezpieczeństwa Publicznego i przeniesiony do dyspozycji Departamentu Personalnego Ministerstwa Obrony Narodowej.
- 17 sierpnia 1949 – przeniesiony do rezerwy.
- sierpień 1949 – dyrektor administracyjny Centrali Handlowej Przemysłu Drzewnego.
- 21 maja 1950 – aresztowany.
- 22 maja 1954 – skazany na dożywocie m.in. za „mordowanie ludności żydowskiej”, także w związku ze sprawą Władysława Gomułki.
- 24 grudnia 1954 – wyrok dożywocia decyzją Sądu Najwyższego zostaje zamieniony na 15 lat więzienia.
- 25 kwietnia 1956 – zwolniony z więzienia.
- 7 listopada 1958 – szef Zarządu II Sztabu Generalnego WP.
- 8 lipca 1965 – Główny Inspektor Obrony Terytorialnej i jednocześnie wiceminister obrony narodowej.
- 10 marca 1971 – odwołany.
- 4 kwietnia 1971 – ambasador nadzwyczajny i pełnomocny PRL w Algierii.
- 22 października 1971 – zmarł w Algierii w niewyjaśnionych okolicznościach.

## Ordery i odznaczenia

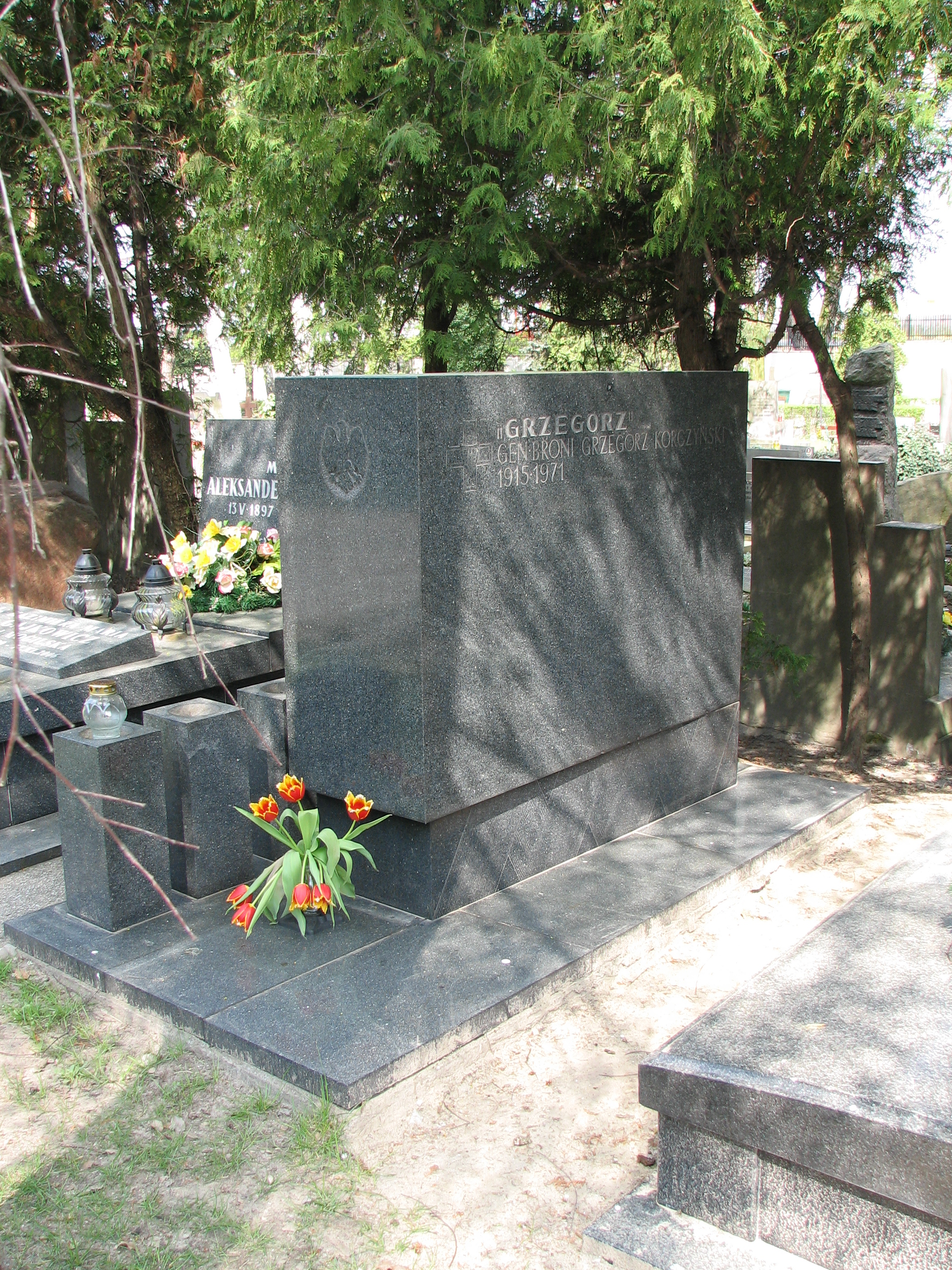
Grób Grzegorza Korczyńskiego na cmentarzu Wojskowym na Powązkach w Warszawie

- Order Sztandaru Pracy I klasy (1956)
- Krzyż Komandorski z Gwiazdą Orderu Odrodzenia Polski (1964)
- Order Krzyża Grunwaldu II klasy (1945)
- Krzyż Komandorski Orderu Odrodzenia Polski (1947)
- Order Krzyża Grunwaldu III klasy (25 grudnia 1943 – jedno z pierwszych nadań)
- Krzyż Oficerski Orderu Odrodzenia Polski (1945)[27]
- Krzyż Złoty Orderu Wojennego Virtuti Militari (1945)
- Krzyż Srebrny Orderu Wojennego Virtuti Militari (1945)
- Złoty Krzyż Zasługi (1946)[28]
- Krzyż Walecznych (1945)
- Krzyż Partyzancki (1946)
- Medal „Za waszą wolność i naszą” (1956)
- Medal za Warszawę 1939–1945 (1946)[29]
- Medal Zwycięstwa i Wolności 1945
- Złoty Medal „Siły Zbrojne w Służbie Ojczyzny” (1958)
- Srebrny Medal „Siły Zbrojne w Służbie Ojczyzny”
- Brązowy Medal „Siły Zbrojne w Służbie Ojczyzny”
- Medal 10-lecia Polski Ludowej
- Srebrny Medal „Za zasługi dla obronności kraju” (1968)
- Brązowy Medal „Za zasługi dla obronności kraju”
- Odznaka 1000-lecia Państwa Polskiego (1966)[30]
- Odznaka Grunwaldzka
- Złota Odznaka „Za zasługi w zwalczaniu powodzi”
- Złote Odznaczenie im. Janka Krasickiego (1966)
- Odznaka „20 Lat w Służbie Narodu” (1964)
- Złoty Znak Związku Ochotniczych Straży Pożarnych (1968)[31]
- Medal 100-lecia sportu polskiego  (1968)[32]
- Medal „50-lecia lotnictwa sportowego w Polsce” (1969)[33]
- Złota odznaka honorowa „Zasłużony dla miasta Lublina” (1962)[34]
- Odznaka honorowa „Za zasługi dla Gdańska” (1964)[35]
- Złota odznaka honorowa „Za Zasługi dla Warszawy” (1966)[36]
- Odznaka honorowa „Za zasługi dla Lubelszczyzny” (1969)[37]
- Order Lenina (Związek Radziecki, 1968)
- Medal jubileuszowy „W upamiętnieniu 100-lecia urodzin Władimira Iljicza Lenina” (Związek Radziecki, 1970)
- Medal „Za zwycięstwo nad Niemcami w Wielkiej Wojnie Ojczyźnianej 1941–1945” (Związek Radziecki, 1945)
- Medal „Za wyzwolenie Warszawy” (Związek Radziecki)
- Medal jubileuszowy „Dwudziestolecia zwycięstwa w Wielkiej Wojnie Ojczyźnianej 1941–1945” (Związek Radziecki, 1965)[38]
- Odznaka „25 lat Zwycięstwa w Wielkiej Wojnie Ojczyźnianej 1941–1945” (Związek Radziecki, 1970)[39]
- Medal jubileuszowy „30 lat Armii Radzieckiej i Floty” (Związek Radziecki, 1965)
- Medal 25-lecia Bułgarskiej Armii Ludowej (Bułgaria, 1969)[40]
- Złoty Medal ze Wstęgą (Czechosłowacja, 1967)
- Order Złotej Gwiazdy I stopnia (Czechosłowacja)
- Medal „Za Wyzwolenie Czechosłowacji” (Czechosłowacja)
- Dukielski Medal Pamiątkowy (Czechosłowacja, 1961)[41]
- Medal „Za umacnianie Przyjaźni Sił Zbrojnych” I stopnia (Czechosłowacja, 1970)
- Medal Hansa Beimlera (Niemcy Wschodnie, 1966)
- Order Armii Ludowej z Wieńcem Laurowym (Jugosławia, 1967)
- Order „Za Zasługi dla Narodu” (Jugosławia)
- Order „Za Odwagę” I klasy (Jugosławia, 1946)